# Zona pastoral
Una zona pastoral (también llamada zona episcopal) es una circunscripción eclesiástica en la que se puede subdividir una diócesis y comprende un grupo de parroquias cercanas entre sí. La subdivisión en zonas pastorales sirve para facilitar la labor pastoral común entre varias parroquias, a fin de aprovechar mejor los recursos. No anula a cada una de las parroquias, sino que fortalece la acción evangelizadora en comunión y coordinación. Facilita las tareas que no se puedan realizar en cada parroquia por sí sola (formación, programación, atención a los pobres, pastoral específica de sectores: como familia, jóvenes, etc.). También sirve para afrontar la escasez de sacerdotes.
Para establecer una zona pastoral debe cumplir al menos estos puntos:
- Que las parroquias tengan cierta homogeneidad desde el punto de vista social, cultural y religioso.
- Que las parroquias tengan cierta historia en común.
- Un número significativo de feligreses y sacerdotes.
- Voluntad de trabajar en comunión algunos ámbitos de la pastoral.

Las funciones de la zona pastoral pueden resumirse en cinco puntos:
- Promover y coordinar la pastoral de conjunto, de acuerdo con el plan pastoral diocesano, teniendo en cuenta las características peculiares de cada zona pastoral.
- Inserción de las parroquias en la pastoral diocesana.
- Ejemplo de comunión y participación entre las diferentes parroquias.
- Especialización de sacerdotes en un campo específico de la pastoral y adopción de métodos pastorales adecuados.
- Compartir recursos materiales y humanos.

La zona pastoral está a cargo de un vicario episcopal, que puede ser llamado también vicario zonal o delegado episcopal de zona, y está encargado de promover y dirigir la acción pastoral común en el territorio. En algunos casos, el vicario episcopal es un obispo auxiliar, a quien el obispo ordinario confía tareas pastorales (por ejemplo, otorgar la confirmación) en una determinada zona pastoral.
Si en la diócesis hay una escasez de sacerdotes, se le puede asignar a un presbítero varias parroquias dentro de la misma zona pastoral. En algunas diócesis las zonas pastorales se subdividen en decanatos (o vicarias). Las diócesis más pequeñas no se dividen en zonas pastorales.